# Mar"ïnka
Marinka (in ucraino Мар'їнка?; in russo Марьинка?, Mar'inka) è una città dell'Ucraina (9089 abitanti) situata nel distretto di Pokrovs'k, nell'oblast' di Donec'k. Ospita l'amministrazione della comunità territoriale di Marinka, una delle comunità territoriali dell'Ucraina.
Fino al 18 luglio 2020 Marinka era il centro amministrativo del distretto di Marinka, abolito come parte della riforma amministrativa dell'Ucraina, che ha ridotto a otto il numero dei distretti dell'oblast' di Doneck. L'area del Distretto di Marinka è stata trasferita al distretto di Pokrovs'k.
Nel luglio-agosto 2014 Marinka si è trovata in prima linea tra le forze della Repubblica Popolare di Doneck e le forze armate ucraine ed è stata sottoposta a ripetuti bombardamenti, che hanno provocato la morte di decine di persone.
All'inizio di giugno 2015, nella zona di Marinka e Krasnohorivka, le parti hanno utilizzato armi pesanti durante una battaglia durata ore; secondo un giornalista della BBC, lo scontro è stato il più grande dalla firma degli accordi di Minsk II del febbraio 2015.
La città è stata attraversata dal fronte della guerra nel corso dell'Offensiva russa nel Donbass del 2022 dove si sono verificati violenti scontri tra le truppe russe e le forze ucraine, come conseguenza è stata quasi completamente rasa al suolo. Alla fine di dicembre 2023 è stata conquistata dall'esercito russo.